# Équipe cycliste Premier
L'équipe cycliste Premier est une équipe cycliste russe qui a existé entre 2006 et 2007. Durant son existence, elle court avec le statut d'équipe continentale et participe aux circuits continentaux de cyclisme et en particulier l'UCI Europe Tour.  

## Principales victoires
- Grand Prix de Moscou : Roman Klimov (2007)
- Mayor Cup : Denis Galimzianov (2007)
- Way to Pekin : Alexey Kunshin (2007)

## Classements sur les circuits continentaux
L'équipe participe aux circuits continentaux et principalement à des épreuves de l'UCI Europe Tour. Le tableau ci-dessous présente les classements de l'équipe sur les différents circuits, ainsi que son meilleur coureur au classement individuel.
UCI Europe Tour
| Saison | Classement par équipes | Meilleur coureur au classement individuel |
| ------ | ---------------------- | ----------------------------------------- |
| 2006   | 86e                    | Alexander Bespalov (376e)                 |
| 2007   | 41e                    | Alexey Kunshin (104e)                     |

## Saison 2007

### Effectif
| Coureur               | Date de naissance | Nationalité | Équipe 2006 | Équipe 2008       |
| --------------------- | ----------------- | ----------- | ----------- | ----------------- |
| Anton Afonin          | 19.06.1988        | Russie      | Premier     | Amateur (Premier) |
| Alexander Bespalov    | 10.05.1981        | Russie      | Premier     | Amateur (Premier) |
| Denis Galimzyanov     | 07.03.1987        | Russie      | Premier     | Katyusha          |
| Roman Klimov          | 19.01.1985        | Russie      |             | Katyusha          |
| Daniil Komkov         | 31.10.1985        | Russie      | Premier     | Katyusha          |
| Timofey Kritskiy      | 24.01.1987        | Russie      | Néo-pro     | Katyusha          |
| Alexey Kunshin        | 20.10.1987        | Russie      | Premier     | Katyusha          |
| Alexandre Lebedev     | 09.03.1985        | Russie      | Premier     | Amateur (Premier) |
| Roman Mikhailov       | 01.01.1985        | Russie      | Premier     |                   |
| Viktor Panaev         | 16.09.1985        | Russie      | Néo-pro     |                   |
| Alexander Serebryakov | 25.09.1987        | Russie      | Premier     | ACS Gruppo Lupi   |
| Sergey Smirnov        | 18.07.1985        | Russie      | Premier     |                   |

### Victoires
| Date       | Course                             | Pays   | Classe | Vainqueur         |
| ---------- | ---------------------------------- | ------ | ------ | ----------------- |
| 21/04/2007 | 1re étape du Grand Prix de Sotchi  | Russie |        | Denis Galimzyanov |
| 23/04/2007 | 3e étape du Grand Prix de Sotchi   | Russie |        | Roman Klimov      |
| 24/04/2007 | 4e étape du Grand Prix de Sotchi   | Russie |        | Roman Klimov      |
| 25/04/2007 | 5e étape du Grand Prix de Sotchi   | Russie |        | Daniil Komkov     |
| 02/05/2007 | Grand Prix de Moscou               | Russie |        | Roman Klimov      |
| 03/05/2007 | Mayor Cup                          | Russie |        | Denis Galimzyanov |
| 09/05/2007 | 5e étape des Five Rings of Moscow  | Russie |        | Denis Galimzyanov |
| 28/05/2007 | 5e étape du Tour de Berlin         | Russie |        | Denis Galimzyanov |
| 16/07/2007 | 1re étape du Way to Pekin          | Russie |        | Alexey Kunshin    |
| 17/07/2007 | 2e étape du Way to Pekin           | Russie |        | Alexey Kunshin    |
| 18/07/2007 | 3e étape du Way to Pekin           | Russie |        | Alexey Kunshin    |
| 23/07/2007 | Classement général du Way to Pekin | Russie |        | Alexey Kunshin    |